# Blockbuster (bomba)
Blockbuster bomba, tudi cookie (angleško piškot), je bila ena izmed večjih konvencionalnih bomb iz druge svetovne vojne. Uporabljale so jo Kraljeve letalske sile (RAF). Po navadi so najprej odvrgli bombe blockbuster, za njimi pa zažigalne bombe.
HC (High capacity) blockbuster bombe so imele tanko ohišje za čimvečjo maso eksploziva, ki je po navadi dosegalo 75 % teže bombe. Tako je imela 1.800 kilogramska bomba 1.400 kg eksploziva Amatol. MC (Medium Capacity) so imele fragmentacijsko ohišje in okrog 50 % ekploziva po teži. Ob koncu vojne so se pojavile tudi 5.400 kilogramske bombe. Večje 3.600 in 5.400 kilogramske bombe je lahko nosil samo bombnik Avro Lancaster.